# Mistrzostwa Europy w Biegach Przełajowych 2019
26. Mistrzostwa Europy w Biegach Przełajowych – zawody lekkoatletyczne w biegach przełajowych, które odbyły się 8 grudnia 2019 roku w Lizbonie. 
Stolica Portugalii została wybrana na gospodarza zawodów przez Radę European Athletics podczas jej posiedzenia 6 listopada 2017 w Lublanie.

## Rezultaty

### Mężczyźni
| Konkurencja:                   | 1. miejsce                                                           | Rezultat | 2. miejsce                                                             | Rezultat | 3. miejsce                                                        | Rezultat |
| Seniorzy                       | Robel Fsiha                                                          | 29:59    | Aras Kaya                                                              | 30:10    | Yemaneberhan Crippa                                               | 30:21    |
| Seniorzy – drużynowo           | Wielka Brytania · Andrew Butchart · Ben Connor · Kristian Jones      | 36 pkt.  | Belgia · Soufiane Bouchikhi · Isaac Kimeli · Lahsene Bouchikhi         | 38 pkt.  | Hiszpania · Antonio Abadía · Carlos Mayo · Fernando Carro         | 45 pkt.  |
| Młodzieżowcy (U23)             | Jimmy Gressier                                                       | 24:17    | Elzan Bibić                                                            | 24:25    | Abdessamad Oukhelfen                                              | 24:34    |
| Młodzieżowcy (U23) – drużynowo | Francja · Jimm Gressier · Fabien Palcau · Mohamed-Aminen El Bouajaji | 17pkt.   | Włochy · Yohanes Chiappinelli · Jacopo De Marchi · Sebastiano Parolini | 29 pkt.  | Niemcy · Davor Aaron Bienenfeld · Markus Görger · Mohamed Mohumed | 45 pkt.  |
| Juniorzy (U20)                 | Jakob Ingebrigtsen                                                   | 18:20    | Ayetullah Aslanhan                                                     | 18:58    | Efrem Gidey                                                       | 19:01    |
| Juniorzy (U20) – drużynowo     | Wielka Brytania · Charles Hicks · Mathew Willis · Zakariya Mamamed   | 25 pkt.  | Norwegia · Jakob Ingebrigtsen · Håkon Stavik · Ibrahim Buras           | 38 pkt.  | Portugalia · Etson Barros · Duarte Gomes · Miguel Moreira         | 39 pkt.  |

### Kobiety
| Konkurencja:                   | 1. miejsce                                                        | Rezultat | 2. miejsce                                                         | Rezultat | 3. miejsce                                                           | Rezultat |
| Seniorki                       | Yasemin Can                                                       | 26:52    | Karoline Bjerkeli Grøvdal                                          | 27:07    | Samrawit Mengsteab                                                   | 27:43    |
| Seniorki – drużynowo           | Wielka Brytania · Jessica Judd · Charlotte Arter · Abbie Donnelly | 26 pkt.  | Irlandia · Fionnuala McCormack · Aoibhe Richardson · Ciara Mageean | 41 pkt.  | Portugalia · Ana Dulce Félix · Carla Salomé Rocha · Susana Francisco | 43 pkt.  |
| Młodzieżówki (U23)             | Anna Emilie Møller                                                | 20:30    | Jasmijn Lau                                                        | 21:09    | Stephanie Cotter                                                     | 21:15    |
| Młodzieżówki (U23) – drużynowo | Holandia · Jasmijn Lau · Jasmijn Bakker · Diana van Es            | 17pkt.   | Irlandia · Stephanie Cotter · Eilish Flanagan · Roisin Flanagan    | 29 pkt.  | Wielka Brytania · Bronwen Owen · Amelia Quirk · Poppy Tank           | 40 pkt.  |
| Juniorki (U20)                 | Nadia Battocletti                                                 | 13:58    | Klara Lukan                                                        | 14:01    | Mariana Machado                                                      | 14:10    |
| Juniorki (U20) – drużynowo     | Wielka Brytania · Izzy Fry · Saskia Millard · Amelia Samuels      | 29 pkt.  | Włochy · Nadia Battocletti · Angela Mattevi · Kudovica Cavalli     | 29 pkt.  | Francja · Manon Trapp · Flavie Renouard · Ana Egler                  | 38 pkt.  |

### Mieszane
| Konkurencja:      | 1. miejsce                                                                        | Rezultat | 2. miejsce                                                                             | Rezultat | 3. miejsce                                                               | Rezultat |
| Sztafeta mieszana | Wielka Brytania · Sarah McDonald · James McMurray · Alexandra Bell · Jonny Davies | 17:55    | Białoruś · Katsiaryna Karneyenka · Artsiom Kalachou · Volha Nemahai · Siarhei Platonau | 18:01    | Francja · Aurore Fleury · Yani Khelaf · Sandra Beuvière · Alexis Miellet | 18:05    |

## Klasyfikacja medalowa
| Miejsce | Kraj            | Złoto | Srebro | Brąz | Razem |
| ------- | --------------- | ----- | ------ | ---- | ----- |
| 1       | Wielka Brytania | 5     | 0      | 1    | 6     |
| 2       | Francja         | 2     | 0      | 2    | 4     |
| 3       | Włochy          | 1     | 2      | 1    | 4     |
| 4       | Norwegia        | 1     | 2      | 0    | 3     |
| 4       | Turcja          | 1     | 2      | 0    | 3     |
| 6       | Holandia        | 1     | 1      | 0    | 2     |
| 7       | Szwecja         | 1     | 0      | 1    | 2     |
| 8       | Dania           | 1     | 0      | 0    | 1     |
| 9       | Irlandia        | 0     | 2      | 2    | 4     |
| 10      | Belgia          | 0     | 1      | 0    | 1     |
| 10      | Białoruś        | 0     | 1      | 0    | 1     |
| 10      | Serbia          | 0     | 1      | 0    | 1     |
| 10      | Słowenia        | 0     | 1      | 0    | 1     |
| 14      | Portugalia      | 0     | 0      | 3    | 3     |
| 15      | Hiszpania       | 0     | 0      | 2    | 2     |
| 16      | Niemcy          | 0     | 0      | 1    | 1     |
| Suma    | Suma            | 13    | 13     | 13   | 39    |